# Северна Азия
Северна Азия е регион на Азия. Според преобладаващото мнение се състои от Сибир, Далекоизточния федерален окръг и части от Монголия. На запад граничи с европейския дял на Русия, на юг – с Китай и държавите от Централна Азия. За северна граница на региона служи Северният ледовит океан, а за източна – Тихият океан.
|  | Тази страница частично или изцяло представлява превод на страницата Nordasien и страницата North Asia в Уикипедия на немски и английски език. Оригиналните текстове, както и този превод, са защитени от Лиценза „Криейтив Комънс – Признание – Споделяне на споделеното“, а за творби, създадени преди юни 2009 година – от Лиценза за свободна документация на ГНУ. Прегледайте историята на редакциите на оригиналните страници тук и тук, за да видите списъка на техните съавтори. ВАЖНО: Този шаблон се отнася единствено до авторските права върху съдържанието на статията. Добавянето му не отменя изискването да се посочват конкретни източници на твърденията, които да бъдат благонадеждни. |